# 生態ピラミッド

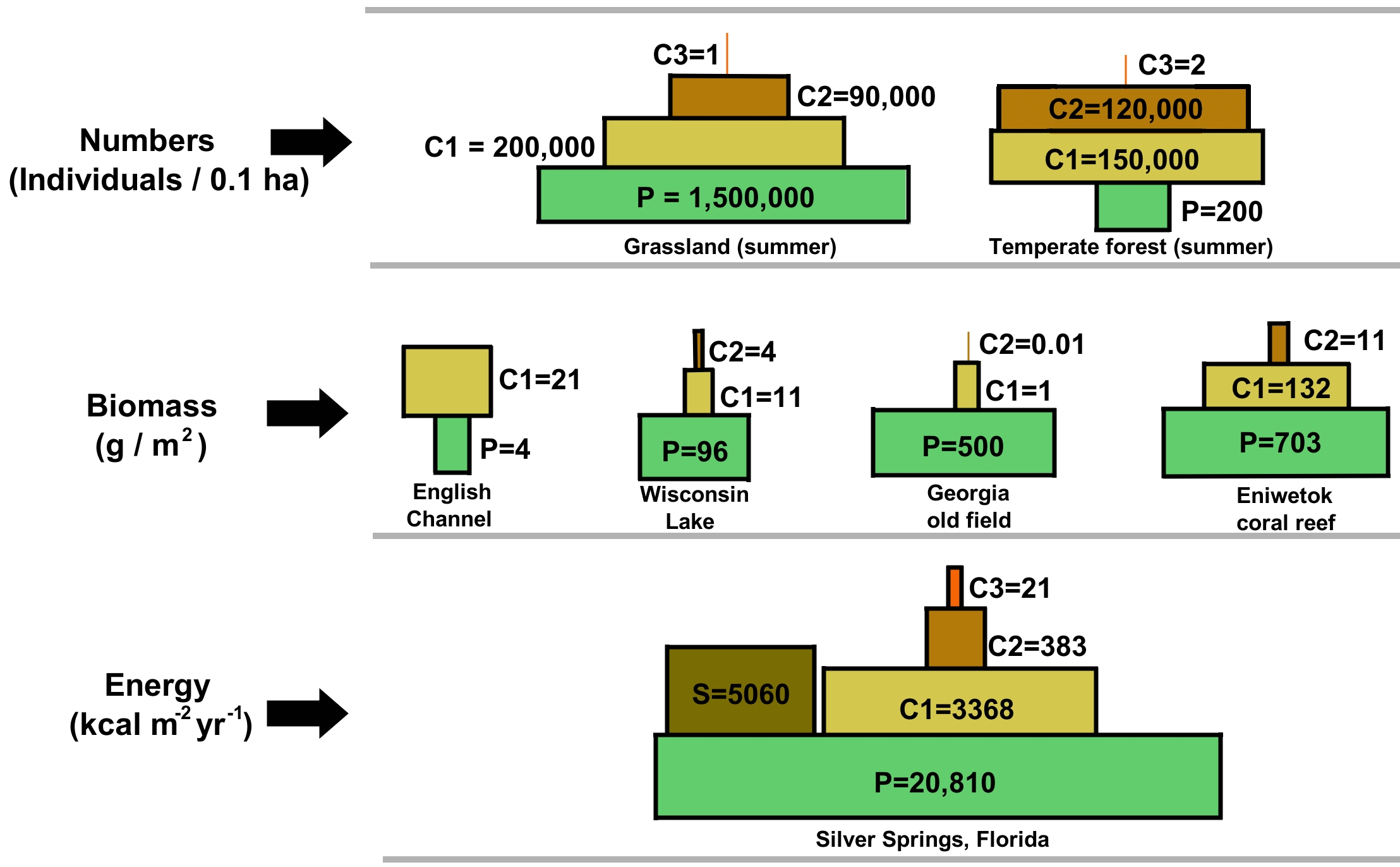
3種類の生態ピラミッド（縮尺は一定でない）。
1段目：個体数ピラミッド。単位：個体/0.1ha。左は夏の草原、右は夏の温帯林のもの。
2段目：生物体量ピラミッド。単位：g/m^{2}。左からイギリス海峡、ウィスコンシン湖、Georgia old field、エニウェトク環礁のもの。
3段目：生産速度ピラミッド。単位：kcal/m^{2}/年。フロリダ州シルバースプリングスのもの。
図中の表記：P = 生産者(producer)、C1 = 一次消費者(primary consumer)、C2 = 二次消費者(secondary consumer)、C3 = 三次消費者(tertiary consumer)、S = 分解者(saprotroph)

生態ピラミッド（せいたいピラミッド、ecological pyramid）は、食物連鎖の各栄養段階における、生物量の比較に関するモデルである。一般に、栄養段階が高いほど生物量が少ないので、これを積み上げ式に表示すれば、ピラミッドのように見えることから、その名がある。
このことを最初に指摘したのは、チャールズ・エルトン（1927年）であった。そのため、別名をエルトンのピラミッド（eltonian pyramid）ともいう。
食物連鎖を構成する各種類の個体数を図形で表示したものを個体数ピラミッド（pyramid of numbers）、栄養段階の順に生物体量を積み重ねたものを生物体量ピラミッド（pyramid of biomass）、栄養段階の順に生産速度を積み重ねたものを生産速度ピラミッド（pyramid of production rate）という。特に生産速度ピラミッドの場合、熱力学第二法則に従い移動のない閉鎖系の定常状態に関する限り、必ずピラミッド形となる。

## 概論
ある生態系に生息する生物量を調べると、一般に栄養段階が低いものほどその量が多い。これは、以下のような理由によるものである。上の栄養段階のものは、その下の栄養段階の物を食べる。食べたものは、消化の後、体内に取り込まれる。取り込まれたものの内のかなりの部分が呼吸のために消費され、その残りが体を作る材料となる。つまり成長量は、同化量のうちで呼吸に消費されなかった分だけである。また、上の段階のものは、下の段階のものを食べ尽くしては自分の生存が維持できなくなるから、下の段階のものの成長量以上を食べる訳にはいかない。つまり、段階が上がるにつれて食える量は格段に少なくなる。
他方で、段階が上がるにつれ、生物の体は大きくなるのが通例である。すなわち、最上段では生物量が小さくなければならず、同時に大きな体の生物であるから、前の段階の生物量が少なければ、生存できない可能性がある。このことは、高次消費者の生存は、生産者の生産量に支配されるとも言える。
このことからわかることは、生産者の生産量が大きくなければ、上位消費者の生存が不可能であることである。上位消費者は、体が大きく、個体数が少ないので、生産量の多少の減少であれ、それが個体数の大きな減少に結びつき、ひいては絶滅の確率を大いに高める可能性があると思われる。
また、現生の超大型動物、たとえば地上ではゾウ、海中ではクジラ、特にヒゲクジラがいずれも食物連鎖で言えばごく低い位置にあることもここから説明できる。巨大な体を維持するには、大量の餌が必要であるから、食物連鎖のごく低い段階のものを大量に取り入れるしかないわけである。

## 関連する問題
なお、各段階の生物量を、何をもって示すかはちょっとした問題になる。通常は現存量、つまりその時点でそこに生存している生物の総量（たいていは乾燥重量）であるが、この方法ではピラミッドが逆転する場合がある。それは、例えば、大型で成長の遅い動物が、小型で成長の早い植物プランクトンを食べているような場合である。植物プランクトンの現存量が少なくても、成長が早いため、食われた量を短時間で復活させることができる。このような場合、現存量ではなく、時間当たりの成長量といった値を使えば、ピラミッドの逆転を解消できる。それでも逆転する場合は、その群集においては生産者が消費者を維持できないことを意味する。そのままの状態では、そのうちに高次消費者が下の段のものを食い尽くすことが予想される。このような状況は、往々にして高次消費者が、他地域から一時的に流入することで生じる。